# Скрантон (Пенсилванија)
Скрантон (енгл. Scranton) град је у америчкој савезној држави Пенсилванија. По попису становништва из 2010. у њему је живело 76.089 становника.

## Демографија
Према попису становништва из 2010. у граду је живело 76.089 становника, што је 326 (0,4%) становника мање него 2000. године.
| Група             | 2000.          | 2010.          |
| Белци             | 70.512 (92,3%) | 60.954 (80,1%) |
| Афроамериканци    | 2.304 (3,0%)   | 4.150 (5,5%)   |
| Азијати           | 823 (1,1%)     | 2.269 (3,0%)   |
| Хиспаноамериканци | 1.999 (2,6%)   | 7.531 (9,9%)   |
| Укупно            | 76.415         | 76.089         |